# This Ain’t Terminator XXX
This Ain’t Terminator XXX ist eine Porno-Parodie aus dem Jahr 2013 über den Film The Terminator.

## Handlung
Der Terminator, ein Cyborg aus der Zukunft, landet in der Gegenwart und hat den Auftrag, Sarah Connor zu töten. Er hat jedoch die Neigung, bei schönen Frauen schwach zu werden und seinen Auftrag zu vergessen. Ebenso landet Kyle Reese in der Gegenwart, der den Terminator ausschalten will. Schließlich kommen sich Sarah Connor und Kyle Reese näher.

### Szenen
- Szene 1: Juelz Ventura, Alex Gonz, Billy Glide
- Szene 2: Brett Rossi, Melina Mason
- Szene 3: Leya Falcon, Dick Delaware
- Szene 4: Julia Ann, Dick Delaware
- Szene 5: Dahlia Sky, Brendon Miller

## Produktion und Veröffentlichung
Der Film wurde von Hustler Video unter Regie von Axel Braun produziert. Die Erstveröffentlichung fand am 5. Februar 2013 in den Vereinigten Staaten statt.

## Nominierungen
- AVN Awards, 2014
  - Nominee: Best Three-Way Sex Scene: G/B/B, Alex Gonz, Billy Glide, Juelz Ventura
  - Nominee: Best Packaging
  - Nominee: Best DVD Extras
  - Nominee: Best Special Effects

- Nightmoves, 2013
  - Nominee: Best Parody: Drama

- Sex Awards, 2013
  - Nominee: Adult Parody of the Year

- XBiz Awards, 2014
  - Nominee: Parody Release of the Year: Drama
  - Nominee: Best Special Effects
  - Nominee: Best Actor – Parody Release, Dick Delaware